# Krivosúd-Bodovka
Krivosúd-Bodovka (ungarisch Bodóka – bis 1907 Krivoszúdbodovka) ist eine Gemeinde im Nordwesten der Slowakei mit 346 Einwohnern (Stand 31. Dezember 2024) und gehört zum Okres Trenčín, einem Teil des Trenčiansky kraj.

## Geographie
Die Gemeinde befindet sich am Übergang eines Ausläufers des Považský Inovec in die Tallandschaft Považské podolie, am linken Ufer der Waag. Das Ortszentrum liegt auf einer Höhe von 200 m n.m. und ist jeweils 14 Kilometer von Nové Mesto nad Váhom und Trenčín entfernt.
Nachbargemeinden sind Melčice-Lieskové im Norden, Trenčianske Stankovce im Nordosten und Osten, Selec im Südosten, Beckov im Süden und Ivanovce im Westen.

## Geschichte
Die heutige Gemeinde entstand im 19. Jahrhundert durch Zusammenschluss der Orte Krivosúd und Bodovka (Name im Jahr 1808: Krywosúd junct[us] cum Bodovka).
Krivosúd wurde zum ersten Mal 1398 als Kys Rauazd schriftlich erwähnt und war Besitz der landadeligen Familien Kočovský und Rakolubský, später Teil des Herrschaftsgebiets der Burg Beckov. 1598 hatte die Ortschaft 32 Häuser, 1715 wohnten in Krivosúd 21 Steuerpflichtige. 1828 zählte man 34 Häuser und 281 Einwohner, deren Haupteinnahmequellen Landwirtschaft, Hopfenanbau und Brennen waren.
Bodovka hatte im Jahr 1828 26 Häuser und 220 Einwohner.
Bis 1918 gehörte die im Komitat Trentschin liegende Gemeinde zum Königreich Ungarn und kam danach zur Tschechoslowakei beziehungsweise heute Slowakei.

## Bevölkerung
| Jahr                | 1994 | 2004    | 2014    | 2024    |
| ------------------- | ---- | ------- | ------- | ------- |
| Anzahl der Personen | 315  | 303     | 330     | 346     |
| Unterschied         |      | −3,80 % | +8,91 % | +4,84 % |

| Jahr                | 2023 | 2024    |
| ------------------- | ---- | ------- |
| Anzahl der Personen | 355  | 346     |
| Unterschied         |      | −2,53 % |

Nach der Volkszählung 2011 wohnten in Krivosúd-Bodovka 320 Einwohner, davon 314 Slowaken, 4 Tschechen und 1 Mährer. 1 Einwohner machte keine Angabe zur Ethnie.
225 Einwohner bekannten sich zur Evangelischen Kirche A. B., 52 Einwohner zur römisch-katholischen Kirche und 1 Einwohner zur evangelisch-methodistischen Kirche; ein Einwohner bekannte sich zu einer anderen Konfession. 37 Einwohner waren konfessionslos und bei 4 Einwohnern wurde die Konfession nicht ermittelt.

## Bauwerke und Denkmäler
- Glockenturm im klassizistischen Stil aus der zweiten Hälfte des 18. Jahrhunderts